# Variabele marmerbladroller
De variabele marmerbladroller (Apotomis sororculana) is een vlinder uit de familie bladrollers (Tortricidae). De wetenschappelijke naam is voor het eerst geldig gepubliceerd in 1839 door Johan Wilhelm Zetterstedt.
De soort komt voor in Europa.